# كريستوفر أندرسن (لاعب كرة قدم)
كريستوفر أندرسن هو لاعب كرة قدم بلجيكي، ولد في 9 ديسمبر 1985 في إيتربيك في بلجيكا. لعب مع ألمانيا آخن وإنغولشتات 04 وفورتونا كولن ونادي آلن ونادي أوسنابروك ونادي بروكسل ونادي دويسبورغ ونادي يوبين.

## وصلات خارجية
- كريستوفر أندرسن على موقع قاعدة بيانات كرة القدم.إي يو (الإنجليزية)
- كريستوفر أندرسن على موقع بيانات كرة القدم. دي إي (الألمانية)
- كريستوفر أندرسن على موقع Soccerway.com (الإنجليزية)
- كريستوفر أندرسن على موقع عالم كرة القدم.نت (الإنجليزية)